# Mervyn Spence
Mervyn “Spam” Spence (Larne, County Antrim, jaren 60) is een Brits bassist. Zijn muzikale carrière begon als bassist in een plaatselijk hotelcombo.
Spence speelde eerst in de bandjes, die speelden in zijn woonomgeving sinds 1980: Lichfield, Staffordshire. Jury en Big Daisy (1979-1981) brachten echter geen wereldfaam. Een grote stap voorwaarts in de loopbaan kwam toen hij in 1982 toetrad tot Trapeze van Mel Galley. Met deze band werd volgens sommigen een album opgenomen, dat echter op de plank bleef liggen omdat Galley vertrok (1982) en Trapeze ophief om in Whitesnake te gaan spelen. Een andere visie is dat Spence alleen maar even een baspartij kwam inspelen op demo's en uiteindelijk de naam Phenomena naar zich toe trok en zich belangrijker maakte dan hij werkelijk was.
Na de opheffing van Trapeze kwam hij zonder vaste band te zitten en zat thuis zelf wat te musiceren, totdat hij gebeld werd door de manager John Sherry van Wishbone Ash. Spence deed auditie en werd voor een korte tijd (25 april 1983-25 januari 1986) opgenomen in Ash. Hij werd, volgens eigen zeggen, voor het blok gezet: Wil je spelen, ja; wil je naar Amerika, ja; dan vertrekken we volgende donderdag. Als een van de sologitaristen Laurie Wisefield vertrekt, vertrekt ook Spence. Net zo snel als Ash voorganger Trevor Bolder kon vervangen, is er een opvolger: Andy Pyle (februari 1986).
Na WA kwam Spence in aanraking met Mike Oldfield en oud-Genesis gitarist Anthony Phillips. Uiteindelijk kwam Spence weer thuis te zitten en begon hij muziek voor derden de componeren. Er verschenen onregelmatig albums van en met hem, waarbij het terugging naar zijn Noord-Ierse roots; de bandnaam werd O'Ryan; zijn bijnaam Spam werd ook gewijzigd O'Ryan. Hij schreef ook muziek voor een televisieprogramma en heeft zijn eigen geluidsstudio en platenlabel Parachute opgericht.

## Discografie
- 1980: Big Daisy: Fever
- 1985: Wishbone Ash: Raw to the bone
- 1987: Mike Oldfield: Islands
- 1988: Silent witness met Dieter Petereit
- 1991: Something strong met O’Ryan
- 1993: Inner vision met Phenomena: met Scott Gorham (ook ex-Trapeze en Thin Lizzy) en Brian May (Queen)
- 1995: Initiate met O’Ryan